# ينبع النخل
ينبع النخل أحد قرى محافظة ينبع بمنطقة المدينة المنورة غرب المملكة العربية السعودية، وهي عبارة عن وادٍ تقع على جوانبه عدة قرى يمتد من ساحل البحر الأحمر غربا حتى مسافة 50 كم شرقا. ضمت 360 عين ماء جارية تمتد إلى أكثر من 10 كيلومترا ينشط منها حاليا 11 عينا.

## تاريخ
شهدت ينبع النخل منذ آلاف السنين أحداث تاريخية حيث كانت مركزاً لتجارة الجزيرة العربية بحكم كثرة المزارع فيها والتي كانت هي عصب الحياة في العصر الماضي وكذلك غزارة ووفرة المياه فيها، وكانت قرى الدهناء تمتد من ساحل البحر الأحمر من ميناء الجار القديم حتى بداية قرى مدسوس وقرى المبارك شرقاً، وهي القرى التي تعتبر المحطة الرئيسية في طرق التجارة للشام ومصر قبل الإسلام ومن ثم طرق الحاج. لم يبق من هذه القرى سوى بعض المعالم القليلة جدا، وسكان وادي ينبع النخل هم قبيلة الأشراف وقبيلة جهينة وقبيلة حرب.
وتعتبر أيضاً ينبع النخل من القرى المهمة وذلك لارتباطها التاريخي بعصر الصحابة، فقد سميت العديد من أعين الماء بأسماء الكثير منهم مثل عين علي على سبيل المثال لا الحصر. وعين حسن وعين حسين نسبة إلى الإمام الحسين بن على بن أبي طالب رضى الله عنه، فقد كان يقول له النبىفي الأثر «اذهب إلى محبوبتك» وكان المقصود بها خيف حسين. ويوجد في ينبع النخل قبر الحسن المثنى بن الحسن بن علي بن ابي طالب رضي الله عنه حيث دفن فيها وبالتحديد في قرية المزرعة.

## قرى ينبع النخل
يطلق اسم قرية على مجموعة عيون جارية متجاورة ومتلاصقة في المساحة الزراعية، لكل عين جارية مساحة زراعية حسب قوة الماء الجاري من ضعفه ولها ملاكها ولكل عين رئيس مثلا رئيس عين حسين في السويق.
قرى ينبع النخل مرتبة

### قرى السويق
وهي خمس قرىً:
1. عين حسين.
2. عين حسن.
3. الفجة.
4. عين علي.
5. المهراس.

وقرية السويق من أكبر قرى ينبع النخل وتشتهر في سوقها المعروف في سوق الثلاثاء وفيها مركز الحكومة والمسجد الجامع.

### قرية اليسيرة
واليسيرة قرية البثنة - وقرية خيف حسين وهي آخر حدود قرى ينبع النخل القديمة.

### قرية سويقة
وفيها، خيف فاضل وخيف الحارثية وعين جديد.

### قرى العلقمية
وفيها: عين عجلان، عين النوى، العبائش، عين سلمان، القرية (تصغير قرية وتعرف الآن قرية الاشراف) المزرعة - السكوبية - الجابرية - أبا الحامض - المبارك - البركة. قرية مدسوس قرية البقاع عين علي وشعثا - الخربة - خيف حازم - خيف مزنة.
وهناك عدة خيوف اندثرت وأصبحت أثرا بعد عين.